# 가변 프레임 레이트
가변 프레임 레이트(Variable frame rate 또는 VFR)는 비디오 재생 중에 프레임 레이트를 적극적으로 변경하거나 프레임 레이트 개념을 완전히 삭제하고 각 프레임에 대해 개별 시간 코드를 설정할 수 있는 일부 컨테이너 포맷에서 지원되는 기능에 대한 비디오 압축 용어이다. VFR은 슬라이드쇼 프리젠테이션 비디오를 만들 때나 비디오에 압축률을 향상시키기 위한 수단으로 완전히 정적인 프레임이 대량으로 포함되어 있을 때, 또는 비디오에 24/25/30/50/60FPS 동영상과 비디오 제작자나 편집자는 프레임 속도 변환으로 인해 발생하는 아티팩트를 피하고 싶어한다.
비디오 녹화 시 어두운 환경에서는 프레임 속도를 낮추어 프레임당 노출 시간을 연장하는 것이 좋다. 그러면 이미지 센서가 더 많은 빛을 캡처하여 더 밝은 영상을 얻을 수 있다.